# Крокодилов гущер
Крокодиловите гущери (Shinisaurus crocodilurus) са вид влечуги от семейство Shinisauridae.
Срещат се в няколко изолирани района в Южен Китай и Виетнам.
Таксонът е описан за пръв път от германския зоолог Ернст Ал през 1930 година.

## Подвидове
- Shinisaurus crocodilurus vietnamensis